# 세종 연화사 무인명불비상 및 대좌
세종 연화사 무인명불비상 및 대좌(世宗 蓮花寺 戊寅銘佛碑像 및 臺座)는 세종특별자치시 연서면, 연화사 사찰에 있는 통일신라의 조각이다. 1978년 12월 7일 대한민국의 보물 제649호로 지정되었다.

## 개요
이 석상(石像)은 세종특별자치시 연서면의 연화사에 소장되어 있는 두 개의 비상 중 하나로 1961년에 발견되었으며, 원래 위치는 연화사 부근의 생천사지라고 한다. 장방형의 돌 4면에 각각 오존(五尊)과 3존(三尊)을 조각한 것으로 여래좌상과 반가사유상이 새겨진 앞뒤면이 주된 조각면이고, 나머지는 장식적인 성격의 것이다.
앞면에는 5존 불상이 새겨져 있는데, 손상이 심하여 얼굴이 분명하지는 않지만 연(蓮) 줄기의 대좌 위에 앉은 본존불(本尊佛)을 중심으로 각각 나한상과 보살입상이 협시한 모습이 조각되어 있다. 뒷면에는 중앙에 본존인 반가사유상(半跏思惟像)과 좌우에 향로를 들고 꿇어앉아 본존을 향하고 있는 보살상으로 이루어져 있는 3존불상(三尊佛像)이 새겨져 있는데, 그 표현 형식이 비암사에서 발견된 계유명전씨아미타불비상과 동일하다. 양 측면의 상단에는 여래좌상을 조각하였으며, 하단에는 앞뒷면의 난간과 연결되는 만(卍)자문의 난간을 조각하고 그 사이의 공간을 낮게 다듬은 다음 4행의 조상기(彫像記)를 새겼다.
불상이 안치되어 있는 대좌는 불상과 같이 조성된 것이 아니고, 다른 것을 가져다 놓은 것으로 크기도 맞지 않을 뿐 아니라 윗면의 결구공도 비신 하단에 돌출된 촉과 일치하지 않는다.
대한민국 국보 제106호인 계유명전씨아미타불비상과 동일한 조각기법과 무인(戊寅)이라고 새겨진 명문을 통하여 이 불상이 678년(신라 문무왕 18년), 즉 백제 멸망 직후에 조각된 것임을 알 수 있다. 또 아미타불과 미륵존상이 조화를 이루고 있는 것은 그 유래를 찾기 어려울 만큼 소중한 것으로 주목받고 있다.
이 연화사 무인명불비상 및 대좌는 2010년 7월 9일 무인명석불상 부대좌에서 명칭이 변경되었다.

## 같이 보기
- 연화사

## 참고 자료
- 연기 연화사 무인명불비상 및 대좌 - 국가유산청 국가유산포털